# Mural Vida Oceánica
El mural Vida Oceánica se ubica en la calle Leopoldo Carvallo, al frente del Estadio Elías Figueroa Brander, en el cerro Playa Ancha, Valparaíso, Chile. Fue declarado monumento nacional de Chile, en la categoría de monumento histórico, mediante el Decreto n.º 536, del 6 de enero de 2016.
Obra de María Martner, fue realizado en el marco de la celebración de la Feria del Mar de 1973, y cuando finalizó el evento, el mural se trasladó al frente del estadio. Confeccionada con la técnica del mosaico, muestra las tendencias de la creación artística en los años 1970, de crear un vínculo entre obra y sociedad, y pone en relieve el paisaje de la geografía chilena.